# Oeverkogeltjes
De oeverkogeltjes (Sphaeriusidae) zijn een familie van kevers (Coleoptera) in de onderorde Myxophaga.